# 夜須郡
夜須郡（日语：／ Yasu gun */?）是過去位于日本福岡縣的郡，已於1896年2月26日與上座郡、下座郡合併為朝倉郡。
當時管轄的町村已經全被合併為朝倉市和筑前町。

## 歷史
- 1889年4月1日：實施町村制，夜須郡下設：甘木町、馬田村、上秋月村、秋月村、安川村、大三輪村、栗田村、三根村、中津屋村、安野村。
- 1893年12月27日：秋月村改制為秋月町。
- 1896年2月26日：與上座郡、下座郡合併為朝倉郡。